# Possum černoocasý
Possum černoocasý (Hemibelideus lemuroides) známý také jako kuskus černoocasý se vyskytuje pouze v pralesích Queenslandu na ploše pouhých 3000 km2. Je to výhradně stromový druh. Na délku měří 30 až 35 cm, ocas je dlouhý přibližně stejně. Dosahuje hmotnosti okolo 1 kilogramu. U tohoto druhu převládá noční aktivita. V současnosti mu nehrozí žádné příliš velké nebezpečí, snad kromě odlesňování, a jeho populace se zdá být stabilní. Na červeném seznamu IUCN je zapsán jako téměř ohrožený, především kvůli omezenému areálu výskytu.